# Saint-Frion
Saint-Frion è un comune francese di 197 abitanti situato nel dipartimento della Creuse nella regione della Nuova Aquitania.

## Società

### Evoluzione demografica
Abitanti censiti